# 美輪明宏
美輪明宏（日语：／ Miwa Akihiro，1935年5月15日—）是一位日本創作歌手兼演員，原名丸山明宏（日语：／ Maruyama Akihiro）。1951年为当歌手而前往东京，并在银座的茶餐厅打工时认识作家江户川乱步和三岛由纪夫等，川端康成也是其好友之一。
他以一身女性打扮最為人所熟識，晚年起染「純黃色的長髮」，只在演出特定角色及形象時戴上假髮或著男裝。最近期作品為在NHK晨間小說連續劇《花子與安妮》中擔任旁述。

## 生平
1935年出生于日本长崎，父親在「丸山遊廓」內開設咖啡店，二戰期間因為被指支持敵國文化，將咖啡店關閉並轉投金融業。10岁时遭遇长崎原爆，雖然住所一帶沒有受到破壞，但仍然受到了很大的影響，戰後，接連經歷父親破産及去世，首任繼母失踪、第二任繼母隨後也去世等的事件，令美輪明宏的生活也變得十分艱苦。
在一次觀看電影中，受到片中以童聲演唱的加賀美一郎所感動，美輪明宏開始學習鋼琴及聲樂，並於1951年考入國立音樂高等學校（私立，國立是地名）就讀，遂前往東京居住。但就讀不足一年，因家庭再次破產，無力繳付學費而要中途退學，美輪明宏流落於新宿街頭，後來看到銀座一間茶室「銀巴里」招募可唱香頌的年輕男性，遂應徵並得到錄用，因而正式成為該茶室的歌手。當年茶室採取不公開演唱者的身份的政策，但憑美輪的技功和一幅生得俊俏的面孔，名氣很快便傳開，並且吸引了一批文化人，包括三島由紀夫、吉行淳之介、野坂昭如、大江健三郎、中原淳一、遠藤周作、寺山修司、中西禮的捧場。1957年，翻唱了法國歌手查爾斯·阿茲納弗的歌曲《Méqué méqué》（這是帶有馬提尼克口音的mais qu'est ce que c'est? 『究竟是什麼？』的講法。作詞是由Gilberd Bécaud）並改配日語歌詞，並且換上中性服裝打扮，得到了三島由紀夫的讚賞，並稱他為「來自天上間的美」，傳媒也開始報導他的消息，同年他參與演出電影《暖流》，正式進入藝能界。

## 美輪明宏和三島由紀夫
美輪明宏年輕時相當俊美，早期在螢幕上多以女裝反串演出，如主演電影《黑蜥蜴》，該電影為江戶川亂步的小說，由三島由紀夫改編成劇本。1970年三島由紀夫自殺，三島自殺前送了美輪明宏一大束紅玫瑰，大概300朵左右。美輪明宏將玫瑰花放入水桶，跟他說了一些話之後，因為表演要開始了，於是美輪正要走。此時，三島說了聲「掰啦！」之後，又折回來說：「我不會再來你的後台了。」當時美輪明宏反問他：「為什麼？」「你今天依然很美。因為一直撒謊很痛苦啊。」一如往常地，說了些惹人厭的話。然後，美輪登台演唱時，戴上眼鏡的三島也一如往常地坐在前方的觀眾席上專心的聆聽。之後在三島自殺離開後，美輪明宏說「他把一輩子的分量都送給我了。」此後，美輪明宏將名字由丸山明宏改為美輪明宏，並不再以女裝演出。

## 演出NHK红白歌合战
美轮明宏在2012年的第63回NHK红白歌合戰中，以77岁高龄首次出演，不但創了紅白史上最年長的初次出場紀錄，也創造了出道61年才參加紅白的記錄。是次他演唱了1965年發行的《苦力女之歌》，该歌曲过去因为歌词被认为有歧视底层劳动者的嫌疑长期被禁唱，实际上该歌曲为美轮明宏纪念友人的妈妈而做，正是歌颂底层土方工人的歌曲。2013年再獲出場，演唱了《故鄉的天空下》（ふるさとの空の下に）；2014年第3度入選，並以79歲的年龄，打破了藤山一郎於1989年以78歲出席紅白的紀錄。2015年四度入選，更成位首位年過80歲出席紅白的歌手。

### 個人出戰經歷
| 年份/屆數        | 出場次數 | 曲目            | 出演次序 | 對戰歌手   | 備註       |
| ---------------- | -------- | --------------- | -------- | ---------- | ---------- |
| 2012年（第63回） | 初       | 苦力女之歌      | 21/25    | 和田現子   |            |
| 2013年（第64回） | 2        | 故鄉的天空下    | 19/23    | 石川小百合 |            |
| 2014年（第65回） | 3        | 爱的赞歌        | 22/23    | 中岛美雪   | 白組壓軸前 |
| 2015年（第66回） | 4        | 苦力女之歌（2） | 23/26    | REBECCA    |            |